# Xã Polk, Quận Crawford, Ohio
Xã Polk (tiếng Anh: Polk Township) là một xã thuộc quận Crawford, tiểu bang Ohio, Hoa Kỳ. Năm 2010, dân số của xã này là 2.132 người.